# Йохан Вилхелм Шенк фон Лимпург
Йохан Вилхелм Шенк фон Лимпург-Гайлдорф-Шмиделфелд (на немски: Johann Wilhelm Schenk von Limpurg-Gaildorf-Schmiedelfeld; * 13 декември 1607, Гайлдорф, Швебиш Хал; † 7 ноември 1655, Шмиделфелд) е наследствен имперски шенк на Лимпург-Гайлдорф и граф на Шмиделфелд (в Зулцбах-Лауфен) в Баден-Вюртемберг.

## Произход и наследство
Той е син на имперски шенк Албрехт III Шенк фон Лимпург (1568 – 1619) и съпругата му фрайин Емилия фон Рогендорф († 1650), дъщеря на фрайхер Йохан Вилхелм фон Рогендорф († 1590) и втората му съпруга графиня Анна фон Вид († 1590). Брат е на Йоахим Готфрид Шенк фон Лимпург (1597 – 1651), Хайнрих Албрехт фон Лимпург-Гайлдорф (1599 – 1624, Бреда) и Кристиан Лудвиг фон Лимпург-Гайлдорф (1600 – 1650).
През 1441 г. шенковете разделят графството си. Шмиделфелд отива на линията Гайлдорф. Тази линия отново се разделя през 1557 г.
Йохан Вилхелм Шенк фон Лимпург-Шмиделфелд умира на 7 ноември 1665 г. в Шмиделфелд на 57 години и е погребан там.

## Фамилия
Йохан Вилхелм Шенк фон Лимпург-Шмиделфелд се жени на 14 ноември 1647 г. във Валденбург за графиня Мария Юлиана фон Хоенлое-Лангенбург (* 6 юни 1623; † 14 януари 1695), дъщеря на граф Филип Ернст фон Хоенлое-Лангенбург (1584 – 1628) и графиня Анна Мария фон Золмс-Зоненвалде (1585 – 1634). Те имат 7 деца:
- Филип Албрехт Шенк фон Лимпург (* 27 септември 1648; † 28 април 1682), наследствен имперски шенк и граф на Лимпург-Гайлдорф, господар на Шмиделфелд, женен I. на 22 септември 1667 г. (развод 1678) за графиня Доротея Мария фон Хоенлое-Валденбург (* 13 юли 1647; † 6 април 1695), II. (1680) за Мария Барбара Грацианус (* 21 февруари 1655; † 25 януари 1734)
- Йохан Фридрих фон Лимпург-Гайлдорф (* 26 май 1651; † 11 юли 1651)
- Вилхелм Хайнрих фон Лимпург-Гайлдорф (* 27 юни 1652, Шмиделфелд; † 12 май 1690), наследствен имперски шенк и граф на Лимпург-Гайлдорф-Шмиделфелд, женен на 12 декември 1675 г. за Елизабет Доротея фон Лимпург-Гайлдорф (* 13 ноември 1656; † 29 януари 1712)
- дете (1649 – 1649)
- Мария Емилия фон Лимпург-Гайлдорф (* 29 септември 1653; † 22 декември 1653)
- Йохан Вилхелм фон Лимпург-Гайлдорф (* 27 септември 1654; † 17 януари 1655)
- София Елеонора, шенка и графиня фон Лимпург в Шмиделфелд (* 29 ноември 1655, Шмиделфелд; † 13 май 1722, Оберзонтхайм), омъжена на 1 септември 1673 г. за граф Фолрат Шенк фон Лимпург (* 12 юни 1641; † 19 август 1713). Тя получава двореца и господството Шмиделфелд след смъртта на брат ѝ Вилхелм Хайнрих, след дълги конфликти с неговите дъщери и техните съпрузи

Съпругата му Мария Юлиана фон Хоенлое-Лангенбург се омъжва втори път на 22 ноември 1663 г. в Шмиделфелд за граф Франц Шенк фон Лимпург-Шпекфелд (* 27 юли 1637, Оберзонтхайм; † 16 ноември 1673, Шпекфелд).